# District de Jiguan
Le district de Jiguan (鸡冠区 ; pinyin : Jīguān Qū) est une subdivision administrative de la province du Heilongjiang en Chine. Il est placé sous la juridiction de la ville-préfecture de Jixi.